# En (Nyer)
En és un antic poble a la comuna de Nyer, al Conflent, en la confluència de la Tet amb la Ribera de Mentet. En el seu terme hi hagué el monestir de Sant Andreu d'Eixalada (840 - 878), destruït per una gran crescuda del riu.
Està situat a 947,5 metres d'altitud en el sector nord-occidental del terme de Nyer, a ponent del poble principal de la comuna.

## Història
La primera menció documental d'En és del 864, quan s'esmenta una "Vila Emme" (el progressiu augment de població feu que el 1267 ja s'anomenés "Villare de En"). Al segle xi, Sunyer Arnal vengué la vila d'En al monestir de Sant Martí del Canigó per 200 lliures de plata: posteriorment, fou revenuda a Sant Miquel de Cuixà, que en retingué la propietat fins a la Revolució Francesa i la fi de l'Antic Règim. El topònim En és esmentat periòdicament a la documentació conservada. Així, el 1130 Ramon Berenguer III atorgà terres d'En a l'abadia de Cuixà. El 1688, s'atorgà al vilatà Lluís Rous l'exempció de les càrregues personals i reials a causa que el seu oncle (J. B. Pellissier) era capità del regiment de cavalleria de Grillon. El poble apareix en un nou document, ara del 1715, quan es reconeix a Martin Bardie la possessió al lloc d'Aigües Caldes (precedent dels Banys de Toès, al terme d'En) d'un prat de dues cartonades i mitja. 	

## Activitats econòmiques
L'economia del poble era essencialment agrícola. Per a poder regar adequadament, però, hauria calgut fer-hi arribar l'aigua de la Tet; malauradament, la diferència de cotes (En és enlairat 300 metres sobre el curs fluvial) deixava poques solucions, i la impossibilitat de fer un canal acabà d'adobar el tema. El poble s'anà esllanguint i, per bé que el 1798 encara tenia 66 habitants, en l'actualitat està abandonat, i tan sols hi romanen les ruïnes de cases dels segles segle xvii i segle xviii. L'antic safareig ha estat restaurat recentment per una associació local que té cura del patrimoni.

## Demografia
Evolució de la població (1793-1820)
| 1793 | 1794 | 1800 | 1804 | 1806 | 1820 |
| ---- | ---- | ---- | ---- | ---- | ---- |
| 66   | 75   | 66   | 60   | 65   | 79   |

## Edificis d'interès
- Església romànica de Sant Just i Sant Pastor d'En, d'origen romànic.
- Monestir desaparegut de Sant Andreu d'Eixalada.